# ماریانا شیرینیان
ماریانا شیرینیان (Մարիաննա Շիրինյան؛ زادهٔ ۲۵ سپتامبر ۱۹۷۸) موسیقی‌دان اهل ارمنستان-دانمارک است. وی از سال ۱۹۹۴ میلادی تا کنون فعالیت می‌کند.

## زندگی‌نامه
در ۲۵ سپتامبر ۱۹۷۸ در ایروان به دنیا آمد و از فارغ‌التحصیل شد. وی همچنین برندهٔ جوایزی متعددی شده‌است.